# Berchemia zeyheri

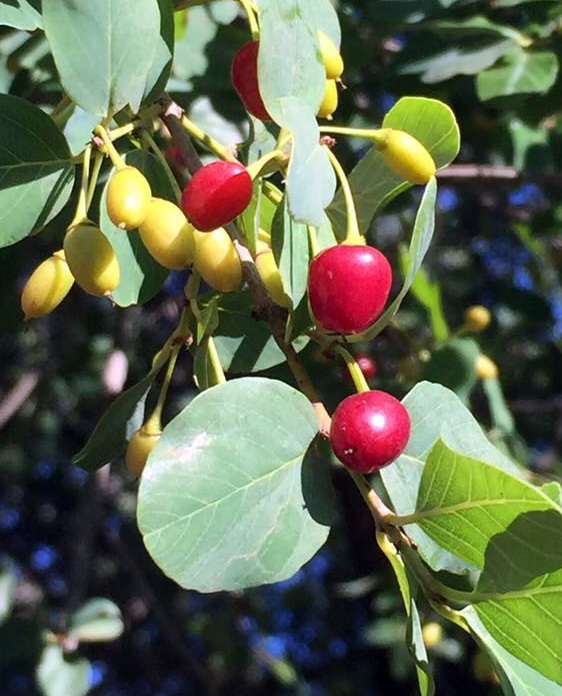
Früchte von Berchemia zeyheri

Berchemia zeyheri ist eine Pflanzenart aus der Gattung Berchemia innerhalb der Familie der Kreuzdorngewächse (Rhamnaceae). Sie kommt im südöstlichen Afrika in Simbabwe, Mosambik und Südafrika vor. 

## Beschreibung

### Vegetative Merkmale
Berchemia zeyheri ist ein halbimmergrüner Baum, der Wuchshöhen von bis zu 12–15 Metern erreicht. Der Stammdurchmesser erreicht über 35 Zentimeter. Die bräunliche Borke ist im Alter dick und rissig bis furchig. Er hat ein intensiv rosafarbenes, hartes und schweres Kernholz.
Die einfach Laubblätter sind gegenständig und kurz gestielt. Sie sind eiförmig bis elliptisch, lanzettlich oder verkehrt-eiförmig. Die unterseits helleren und kahlen Blätter sind ganzrandig und abgerundet bis stumpf oder rundspitzig. Sie sind bis 4–6 Zentimeter lang und bis 2,5–3,5 Zentimeter breit. Der kurze, 3–5 Millimeter lange Blattstiel ist manchmal rötlich. Die Blattbasis ist gestutzt bis abgerundet, teils leicht herzförmig oder spitz. Die Nervatur ist gefiedert und heller.

### Generative Merkmale
Die zwittrigen und langstieligen Blüten sind fünfzählig mit doppelter Blütenhülle. Sie erscheinen achselständig in kleineren Gruppen (bis 4–6). Die Blütenstiele sind 10–16 Millimeter lang. Die großen, innen leicht gekielten Kelchblätter sind dreieckförmig und grün-gelblich. Die sehr kleinen, 5 Kronblätter sind spatel- und bootförmig, sowie alternierend zu den Kelchblättern angeordnet. Die 5 kurzen Staubblätter mit weißen Staubfäden sind gegenüber den Kronblättern angeordnet. Es ist ein auffälliger, kissenförmiger und gelber, bei den Staubblättern eingebuchteter Diskus vorhanden. Der Fruchtknoten ist oberständig mit zwei genäherten Griffeln mit kopfigen Narben.
Die eiförmigen, fleischigen und einsamigen, kahlen, glatten Steinfrüchte sind zuerst gelb und dann bei Reife rötlich und kirschenähnlich. Sie sind etwa 0,9–1,4 Zentimeter lang und 4–6 Millimeter breit und mit einem kurzen beständigen Griffelrest.

## Taxonomie
Die Erstveröffentlichung erfolgte 1860 unter dem Basionym Rhamnus zeyheri durch Otto Wilhelm Sonder in W.H.Harvey & auct. suc. (eds.), Fl. Cap. 1: 477. Die Neukombination zu Berchemia zeyheri erfolgt 1949 in der UdSSR durch Waleri Iwanowitsch Grubow. Ein weiteres Synonym ist Phyllogeiton zeyheri (Spreng. ex Sond.) Suess.. Das Artepitheton zeyheri ehrt den deutschen Botaniker Karl Ludwig Philipp Zeyher (1799–1858).

## Nutzung
Die Früchte sind wohl für Menschen und Tiere wohlschmeckend.
Die Früchte können frisch oder getrocknet verzehrt werden.
Die Rinde wird als Färbemittel und zu medizinischen Zwecken genutzt.
Das schwere Holz, Eisenholz, wird unter der Bezeichnung „Pink Ivory“ (rosa Elfenbein) auch Purple und Red ivory, zu Luxusgegenständen verarbeitet. Der Name bezieht sich auf die ungewöhnliche Farbe des Holzes sowie auf seine außergewöhnliche Dichte und Härte, die in ihren mechanischen Eigenschaften eher dem Elfenbein als Holz ähnelt – das Holz hat eine Dichte von ca. 1000 g/dm³. In seinem Verbreitungsgebiet wird er sowohl für gewöhnliche Zwecke wie Zaunpfosten verwendet, war allerdings auch als „Königliches Holz“ der Zulus bekannt.